# 粒度
粒度是颗粒表征里的其中一项重要指征。主要是其物理性质，是指一个颗粒群的颗粒大小的量度。按照字面的意思可以理解为“颗粒大小的程度”，常用粗、细、大、小，均匀不均匀来形容。在英语中意思相近的单词为“Particle diameter”或“size”，意为颗粒直径或颗粒尺寸。另一个词是“Particle size distribution”，中文翻译为粒度分布或粒径分布，用来描述一个颗粒群的颗粒尺寸时，用粒度分布或者粒径分布，更加科学有代表性。

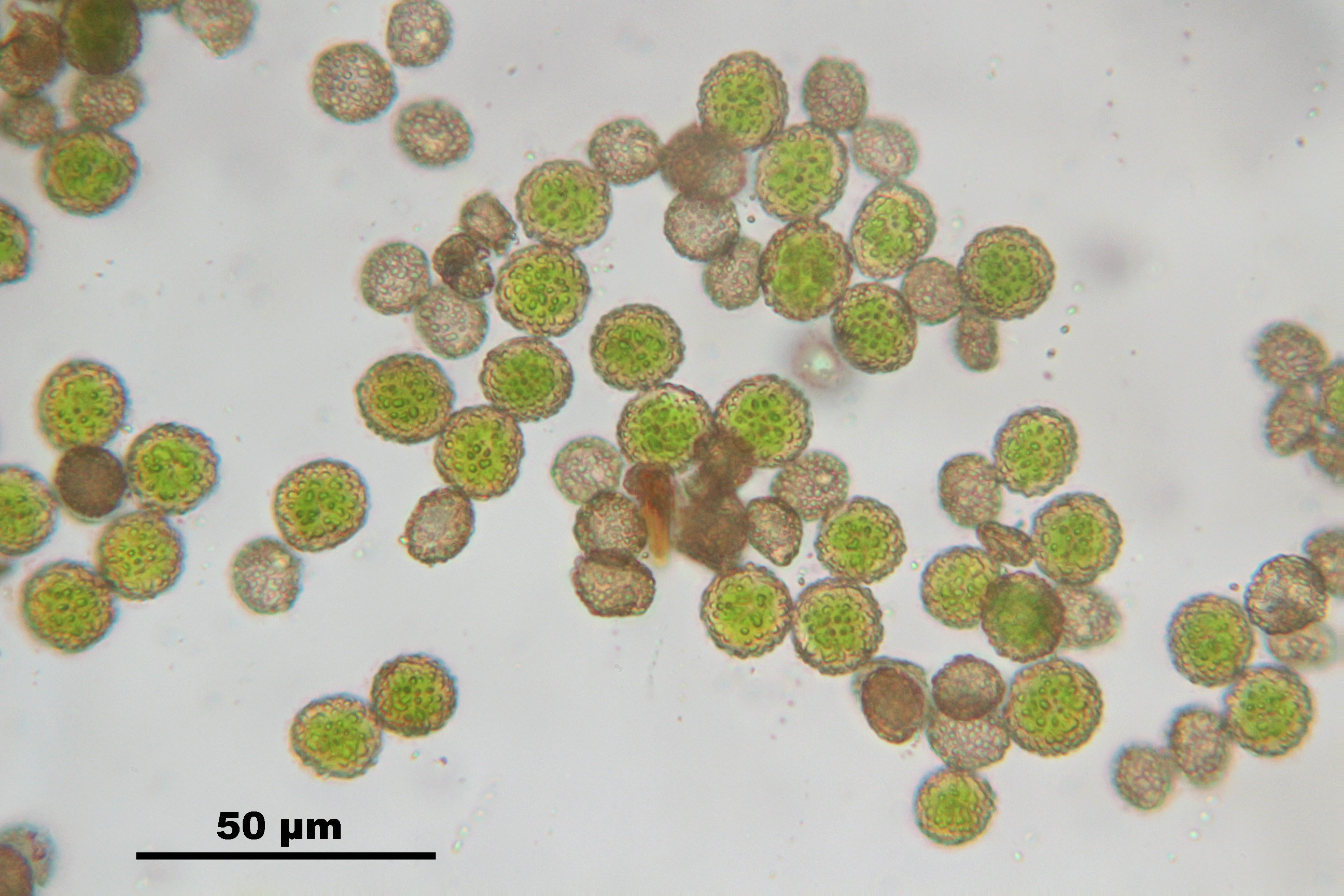
一个新疆木灵藓孢子颗粒群

## 粒径和粒径分布的区别
单独一个颗粒，粒径是独立的。在描述一个颗粒群时，这时就需要用到分布函数来描述其粒径的粗细大小。颗粒群里一个个颗粒的粒径，是构成颗粒群粒度分布的基础。

### 粒径

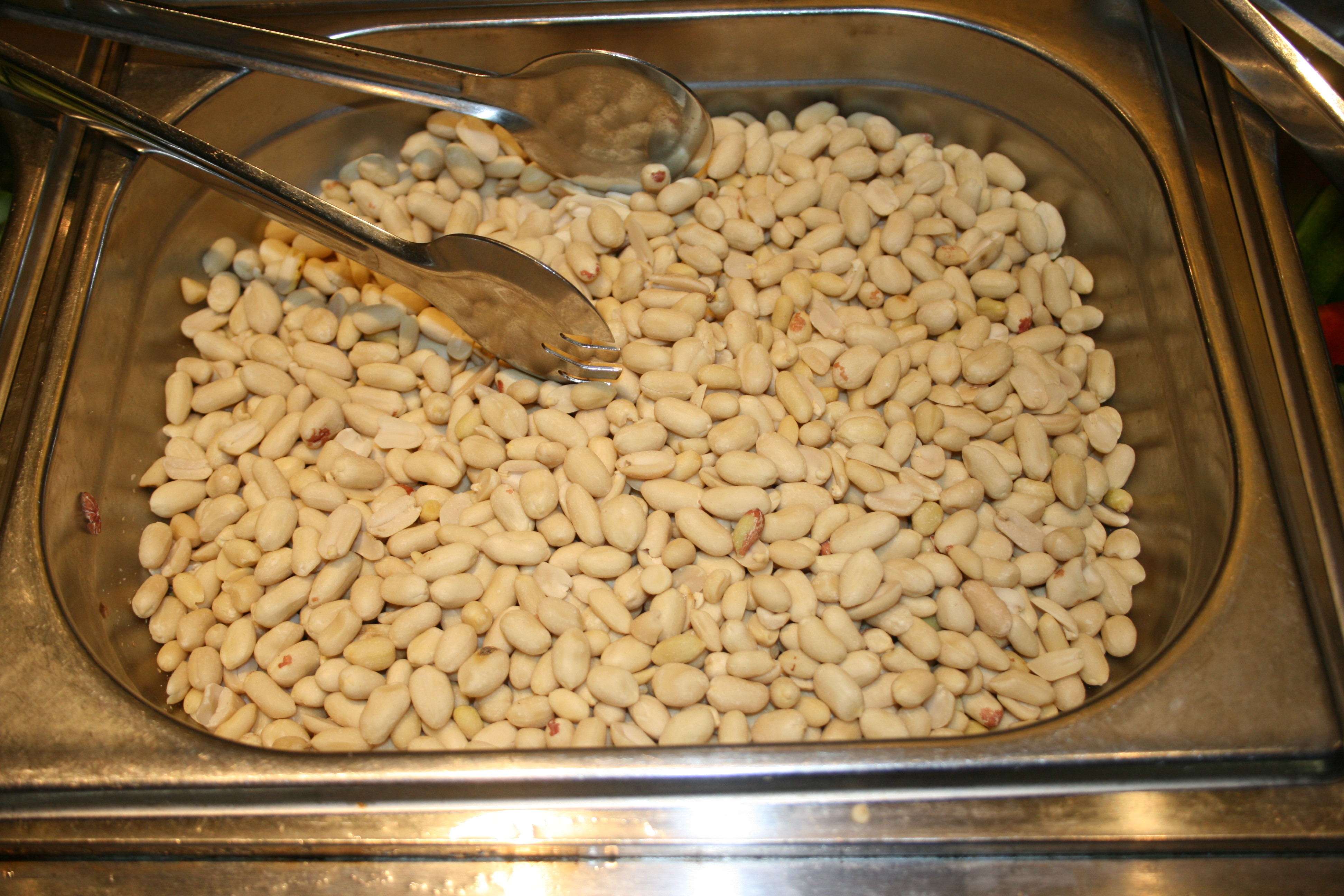
一盘炒花生

单个颗粒大小的描述为单独粒径，有的文献又称为“颗粒尺寸”等。一般来说，颗粒都是不规则的，例如图2有一盘炒花生米。每一个花生米都是完全不同的颗粒。这不是一个标准球体，那又如何算他的“直径”呢。显然，这里需要引入一个定义：通过颗粒重心，连接颗粒表面两点之间的线段的长度。但是统计重心的是不同的，计算方法也是不同的。这里就需要建立一个平均方法，称之为“理论粒径”。才能引申出由此基础的粒度分布。
而通过了不同的计算方法得出的理论粒径又称为“等效粒径”，例如球面积等效粒径，球体积等效粒径，平面投影面积等效粒径等。

### 粒度
粒度就是一个颗粒群的颗粒粒径大小整体分布情况；描述了呗测的颗粒群（样品）中各种尺寸颗粒占总颗粒的百分比。

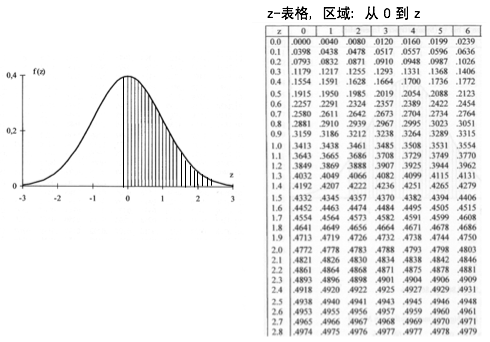
分布曲线和分布表

一个标准的正态分布曲线和分布表示例：

#### 粒度分段
在计算粒度时，会按照各个粒径进行分段，各个粒径段有两种分段方式，一个是等值分段。例如1-2μm，2-3μm，3-4μm，……，98-99μm，99-100μm。可以看到每一段段内绝对跨度是1微米，但第一第二段的相对跨度是200%，而到了最后一段，相对跨度则只有1%。又相对偏小，在分析几亿个颗粒的群体明显不合适。故大部分激光粒度仪报告数据采用另一个是等比分段，即每一段的相对跨度比相同。展示出的分段图如下。

#### 粒度分布表
粒度分布有通常仪粒度分布表或者分布区线来给出，下面是一个真理光学报告表格的截图示例。

#### 粒度分布曲线
粒度分布有通常仪粒度分布表或者分布区线来给出，下面是一个真理光学报告曲线的截图示例。

## 不同统计下的粒度分布
上述粒度分布是粒径分布的曲线，通过相应的测量和换算，可以改为表面积分布，体积分布和颗粒数分布，分布状况会有很大不同。